# Davar
Davar (hebrejsky: דבר, doslova: „Slovo“) byl hebrejsky psaný deník vydávaný v britské mandátní Palestině a Izraeli v letech 1925 až 1996.

## Historie
Deník Davar byl založen Moše Beilinsonem a Berlem Kacnelsonem (druhý zmíněný byl jeho prvním redaktorem). První výtisk byl vydán 1. června 1925 pod názvem Davar – Iton Poalej Erec Jisra'el (doslova „Davar – Noviny dělníků Erec Jisra'el“).
Deník byl úspěšný a měl několik příloh, včetně Davar ha-Poelet („Davar dělník“), ha-Mišek ha-Šifuti („Společná ekonomika“), Davar ha-Švua („Davar tento týden“) a Davar le-Jeldim („Davar pro děti“), plus bulletin odborového svazu Histadrut pod názvem Va'adken („Aktuality“). V roce 1950 zaměstnával zhruba 400 zaměstnanců a měl rozsáhlý distribuční systém.
Po Kacnelsonově smrti v roce 1944 se stal novým redaktorem budoucí izraelský prezident Zalman Šazar. V letech 1970 až 1990 byla redaktorkou Hana Zemer.
Po vzniku Strany práce v roce 1968 sloučením stran Mapaj, Achdut ha-Avoda a Rafi došlo ke sloučení deníku la-Merchav strany Achdut ha-Avoda s Davarem. Poslední vydání vyšlo 31. května 1971 a poté došlo k přejmenování deníku na Davar – Me'uchad im la-Merchav (doslova „Davar – Sjednocený s la-Merchav“).
V 80. letech měl deník vážné finanční problémy. Poté, co Hana Zemer v roce 1990 odešla z redaktorského postu, ujali se jej společně Joram Peri a Daniel Bloch. Deník se přejmenoval na Davar Rišon a post redaktora převzal Ron Ben Jišaj. V roce 1996 byl deník Histadrutem zrušen. Jeho budova na rohu Melchettovy a Šenkinovy ulice v Tel Avivu byla zbořena a dnes na jejím místě stojí blok domů.

## Významní novináři
- Šmuel Josef Agnon
- Natan Alterman
- Jossi Beilin (1969-1979)
- Moše Beilinson
- Dan Ben Amoc
- Amnon Dankner
- Lea Goldberg
- Uri Cvi Greenberg
- Tali Lipkin-Šahak
- Arje Navon (karikaturista)
- Dov Sadan
- Jicchak Jiciv
- David Zakaj